# 유럽 대학 협회

유럽 대학 협회 (European University Association, EUA)은 46개 국에서 고등 교육을 하는 750개 기관 이상을 지원하고 대표한다. 그리고 그들에게 고등 교육과 연구 정책의 협력과 교환을 위한 포럼을 제공한다. 연합의 구성원은 교육 및 연구, 국립 총장 협회 그리고 고등 교육과 연구에 활성인 다른 기관과 관련된 유럽 대학이다.
EUA는 Association of European Universities (CRE)와 Confederation of European Union Rectors' Conferences의 합병의 결과이다. 합병은 살라망카에서 2001년 3월 31일 발생하였다.

## 같이 보기
- EAIE
- ENQA
- EURASHE
- ESIB
- EURODOC